# Sodnik (priimek)
Sodnik je priimek več znanih Slovencev:
- Alma Sodnik (1896—1965), filozofinja
- Anica Zupanec Sodnik (1892—1978), slikarka
- Anuš(k)a Sodnik (1920—?), prevajalka Shakespearja, žena Mateja Bora
- Iva in Urban Sodnik, sabljača
- Jaka Sodnik, elektrotehnik
- Josip Sodnik (1891—1978), ekonomist
- Vid Sodnik, gledališki improvizator